# سیارک ۱۶۵

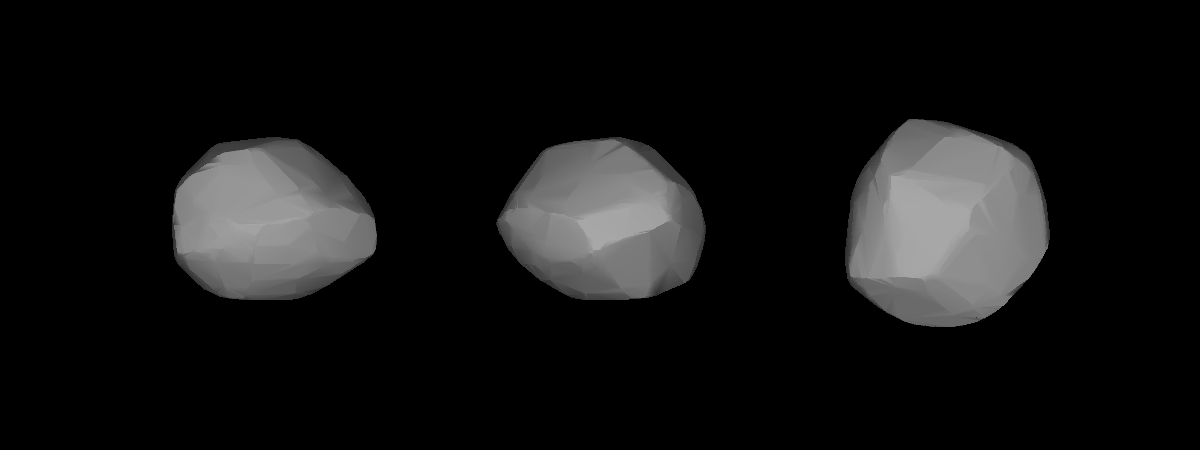
مدل سه‌بُعدی سیارک ۱۶۵ بر طبق منحنی نور آن

سیارک ۱۶۵ (به انگلیسی: 165 Loreley) صد و شصت و پنجمین سیارک کشف شده‌است که در ۹ اوت ۱۸۷۶ کشف شد.
قدر مطلق سیارک برابر ۷٫۶۵ است.